# Playaz Circle
Playaz Circle — американская хип-хоп группа, состоящая из двух исполнителей 2 Chainz и Dolla Boy. Группа сотрудничает с лейбом звукозаписи Def Jam.

## История

### 1997-2010 гг.
Группа была образованна в 1997, двумя друзьями детства, Tity Bio позже известный как 2 Chainz и Dolla Boy в штате Джорджия. Группа поставила все свои деньги, чтобы выпустить альбом United We Stand, United We Fall . Альбом включает в себя функцию Lil Fate, I-20. Всё было введено Лудакрисом. Однако вскоре после этого 2 Chainz был снят а Dolla Boy был в заключении. В результате не один материал не был освобождён от группы до 2007. В январе 2010 Playaz Circle не снял клип на их сингл «Big Dawg» с участием Лил Уэйн и Birdman в студии Space Atlantic. 2 Chainz выпустил свой сингл «I Like It» с участием Gucci Mane и Waka Flocka Flame, с которыми они записали альбом «Ferrari Boyz».

### 2012-настоящее время.
В конце 2012 и вначале 2013 их два студийных альбома были удалены с ITunes, скорее всего из-за нарушений авторских прав. В декабре 2013 года 2 Chainz, подтвердил что он недавно работал с Dolla Boy, и что группа планирует создать ещё один проект совместно.

## Дискография

### Альбомы
| Название                | сведения об альбоме                                                                                   | Верхняя позиция | Верхняя позиция | Верхняя позиция |
| Название                | сведения об альбоме                                                                                   | US              | US R&B          | US Rap          |
| ----------------------- | --- | --------------- | --------------- | --------------- |
| Supply & Demand         | - Дата выхода: 30 октября 2007 - Лейб: Disturbing tha Peace, Def Jam - Формат: CD , цифровая загрузка | 27              | 3               | 1               |
| Flight 360: The Takeoff | - Дата выхода: 29 сентября 2009 - Лейб: Disturbing tha Peace, Def Jam - Формат: CD, цифровая загрузка | 74              | 11              | 7               |

### Синглы
| «Duffle Bag Boy» (при уч. Лил Уэйна)      | 2007 | 15 | 4   | 2 | Supply & Demand         |
| «U Can Believe It» (при уч. Лудакриса)    | 2007 | -  | -   | - | Supply & Demand         |
| «Stupid» (при уч. OJ da Juiceman)         | 2009 | -  | 101 | - | Flight 360: The Takeoff |
| «Hold Up»                                 | 2009 | -  | 106 | - | Flight 360: The Takeoff |
| «Can’t Remember» (при уч. Bobby V)        | 2009 | -  | 85  | - | Flight 360: The Takeoff |
| «-» означает запись, которая не намечать. |      |    |     |   |                         |

## Ссылка
- Playaz Circle в MocoSpace
- Playaz Circle Французская биография.